# Nemapogon caucasicus
Nemapogon caucasicus is een vlinder uit de familie echte motten (Tineidae). De wetenschappelijke naam is voor het eerst geldig gepubliceerd in 1964 door Zagulajev.
De soort komt voor in Europa.